# 山根公利
山根 公利（やまね きみとし、1966年 - ）は、日本のメカニックデザイナー。島根県川本町出身、同県浜田市在住。
代表作は『カウボーイビバップ』、『無限のリヴァイアス』、『天空のエスカフローネ』、『ガンダム』シリーズなど。

## 来歴
江津工業高校在学中からアニメ誌アニメックに投稿した絵が掲載され、卒業を機にアニメの世界で自分の絵のセンスを試そうとアニメ科がある東京の千代田工科芸術専門学校に入学。新聞奨学生として働きながら2年間通い、絵を学んだ。在学中に自分はアニメーターには向いていないと感じ、ガンダムシリーズのデザインを担当した大河原邦男などが先駆者として確立した「メカニックデザイン」という仕事を意識し始める。
主にSFアニメの制作に関わるアニメーション企画会社アートミックに連絡を取り、同社に出入りするようになる。20歳で専門学校を卒業すると、そのままアートミックの所属となる。そこで荒牧伸志や柿沼秀樹、園田健一らの指導を受けながら、OVAをメインにアニメーションのメカデザインを行なうようになった。またアメリカやフランスなど海外との合作作品に参加し、パリに滞在していたこともある。
タツノコプロの『新造人間キャシャーン』や『科学忍者隊ガッチャマン』のリメイク版に関わった後、出渕裕に声をかけられて『機動武闘伝Gガンダム』に企画段階から参加。ガンダムシリーズを制作するアニメスタジオのサンライズに出入りするようになって人脈も出来たため、1994年にフリーランスとして独立した。『Gガンダム』の設定や内容が大きく変更されていく中、誘った方の出渕は途中で降りたものの、山根本人は最後まで継続して関わった。また『Gガンダム』には初代ガンダムのデザイナーだった大河原邦男も参加しており、デザインでは彼の線を真似て描いた部分もある。
次に『Gガンダム』のプロデューサーだった南雅彦から『天空のエスカフローネ』のメカデザインをオファーされ、初めて主役ロボットのデザインを担当する。ただし、メインデザイナーとなっているものの、監督の河森正治との共同デザインという要素が強い。主役や敵役のロボットの原案は河森であり、基本的な形やデザインコンセプトは彼が考えてラフデザインも出来ていたため、山根は自分の仕事は「スタイリング」と語っている。
『カウボーイビバップ』に企画段階から参加。デザイナーとして初めてメカのコンセプトから作り上げた。再び南プロデューサーに呼ばれて複数のデザイナーによるオーディションに参加。監督の渡辺信一郎に気に入られて作品に登場するメカのデザインを一任された。第19話「ワイルド・ホーセス」ではメカデザイナーというポジションを超え、ストーリーのプロットを山根自身が提案した。作品が大ヒットしたことで、自身もメカニックデザイナーとして知名度を上げた。
『無限のリヴァイアス』でも初期段階から参加し、コンセプト作りから手掛けた。
『アルジェントソーマ』では、世界観を象徴する人型メカのザルクをはじめ、航空機のほとんどや施設などのデザインを手掛けた。
しかし、その一連の野心的な作品のあと、アニメ業界全体でメカデザインが固定化し始め、自由な発想で描いたデザインが通らないことが多くなってきた。仕事にマンネリ感や閉塞感を感じ、自分を見つめ直すために一度東京を離れて故郷に戻ってみようと考えるようになった。東京の情報の多さは魅力的だったが、自分の良さは情報量の少ない島根で鍛えられたところがあるのではないかと考え、一度自分をリセットしたかったというのも理由の一つだった。そして2000年に34歳で地元の島根に戻ると、結婚して浜田市に広い土地を見つけて家を構えた。最初はアニメの仕事をやめてもいいという覚悟だったが、インターネットの普及で画像データのやり取りなどが容易になったことで、その後も東京からの仕事のオファーが絶える事はなかった。

## 人物・作風
実在する乗り物や兵器、あるいは戦争映画やSF映画などから色々とモチーフ的なものを取り入れてデザインした工業的なプロダクトを感じさせるデザインが特徴。クリエイターとして常に「前と同じではいけない」「人の真似をしない」ということを考えてデザインしている。
戦車や艦船に造詣が深い一方、人型ロボットにはあまり興味がない。『ガンダムシリーズ』でもモビルスーツを描きたいと思ったことはなく、主役のガンダムをデザインすることもあるが、基本的には艦艇や戦車・装甲車などの車輛が仕事の中心である。
地方都市で生まれ育ったためテレビのネット局が少なく、漫画やアニメに触れるチャンスもあまりなかったが、逆に島根という情報が絞られた土地で過ごしたからこそメカニックに特化できたのではないかと本人は考えている。
メカとの出会いはテレビで見た『スター・ウォーズ』や『スタートレック』『サンダーバード』といった海外のSF映画やSFドラマで、作品に登場する宇宙船のとりことなった。
小中学生の頃は松本零士の『戦場まんがシリーズ』や新谷かおるの『戦場ロマン・シリーズ』といった「戦記物」の漫画ばかり読んでいた。
1970年代後半から始まる『宇宙戦艦ヤマト』『銀河鉄道999』『機動戦士ガンダム』『超時空要塞マクロス』などのアニメブームで実在の兵器からアニメメカに興味が移る。
アニメ作品では、ドラマとしては富野由悠季作品が一番好きで、SF好きということもあって地に足のついた『機動戦士ガンダム』よりも宇宙規模のスケールの大きな『伝説巨神イデオン』の方が好み。
大河原邦男が確立した「メカニックデザイナー」という職業に憧れてアニメ業界に入り、現在でも大河原を目標にしているという。
影響を受けた人物は出渕裕と河森正治。出渕は人とのコミュニケーションに積極的で、プロデューサーとして人材を発掘してふさわしい会社に紹介していく部分を尊敬している。河森からはメカニックのデザインや世界観、コンセプトをまとめる考え方を学んだ。
趣味は釣り、旧車やバイクなど。チャンスがあれば実際の自動車のデザインもやってみたいと思っている。

## 参加作品

### テレビアニメ
1989年
- 青いブリンク（メカニックデザイン）

1990年
- 三つ目がとおる（メカニックデザイン）

1994年
- 機動武闘伝Gガンダム（メカニカルデザイン）

1995年
- 沈黙の艦隊（メカニカルデザイン）

1996年
- 天空のエスカフローネ（メカニックデザイン）

1998年
- カウボーイビバップ（メカニカルデザイン）

1999年
- 無限のリヴァイアス（メカデザイン）

2000年
- アルジェントソーマ（メカニックデザイン）

2002年
- OVERMANキングゲイナー（メカデザイン）
- 機動戦士ガンダムSEED（メカニカルデザイン）

2004年
- 機動戦士ガンダムSEED DESTINY（メカニカルデザイン）

2005年
- CLUSTER EDGE（メカニックデザイン）
- スターシップ・オペレーターズ（メカデザイン）
- タイドライン・ブルー（メカデザイン）

2006年
- ギャラクシーエンジェる〜ん（メカニック原案）
- Ergo Proxy（デザインワークス）

2007年
- 機神大戦ギガンティック・フォーミュラ（メカニックデザイン）

2012年
- 宇宙戦艦ヤマト2199（メカニカルデザイン）
- エウレカセブンAO（メカニックデザイン）

2014年
- ガンダム Gのレコンギスタ（メカニカルデザイン）

### OVA
1986年
- ウォナビーズ（アシスタントメカニックデザイン）

1991年
- DETONATORオーガン（プロダクションデザイン）

1993年
- ジェノサイバー 虚界の魔獣（プロダクションデザイン）

1994年
- GATCHAMAN（メカニックデザイン）

1996年
- 機動戦士ガンダム 第08MS小隊（メカニカルデザイン）

2004年
- 機動戦士ガンダム MS IGLOO（デザインワークス）

2006年
- 機動戦士ガンダムSEED C.E.73 STARGAZER（メカニカルデザイン）

2009年
- リング・オブ・ガンダム（デザイン）

2015年
- 機動戦士ガンダム THE ORIGIN（メカニカルデザイン）

### 劇場アニメ
1998年
- スプリガン（メカニック設定）

2005年
- 機動戦士ΖガンダムII A New Translation -恋人たち-（設定協力）

2010年
- いばらの王 -King of Thorn-（メカニックデザイン）

2013年
- SHORT PEACE「武器よさらば」（メカニカルデザイン）

2017年
- 虐殺器官（デザインワークス）

2021年
- 機動戦士ガンダム 閃光のハサウェイ（メカニカルデザイン）

2022年
- 機動戦士ガンダム ククルス・ドアンの島（メカニカルデザイン）

2024年
- 機動戦士ガンダムSEED FREEDOM（メカニカルデザイン）

時期未発表
- 機動戦士ガンダム 閃光のハサウェイ キルケーの魔女（メカニカルデザイン）

### Webアニメ
2008年
- 亡念のザムド（メカニックデザイン）

2024年
- 機動戦士ガンダム 復讐のレクイエム（メカニカルデザイン）

### 漫画
1994年
- ダークマドンナ（メカニックデザイン）

1999年
- カウボーイビバップ（メカニックデザイン）

### 小説
2001年
- スターシップ・オペレーターズ（メカニックデザイン）
- ランブルフィッシュ（メカニックデザイン）

### ビデオゲーム
1995年
- ステラアサルト（メカニックデザイン）

1997年
- 天空のエスカフローネ（メカニックデザイン）

1999年
- パンツァーフロント（戦車デザイン）

2000年
- ヴェルベットファイル（メカニックデザイン）

2005年
- カウボーイビバップ 追憶の夜曲（メカニックデザイン）

2006年
- GALAXY ANGEL II 絶対領域の扉（メカニックデザイン）

2007年
- GALAXY ANGEL II 無限回廊の鍵（メカニックデザイン）

2009年
- GALAXY ANGEL II 永劫回帰の刻（メカニックデザイン）